# Anderthalbdecker

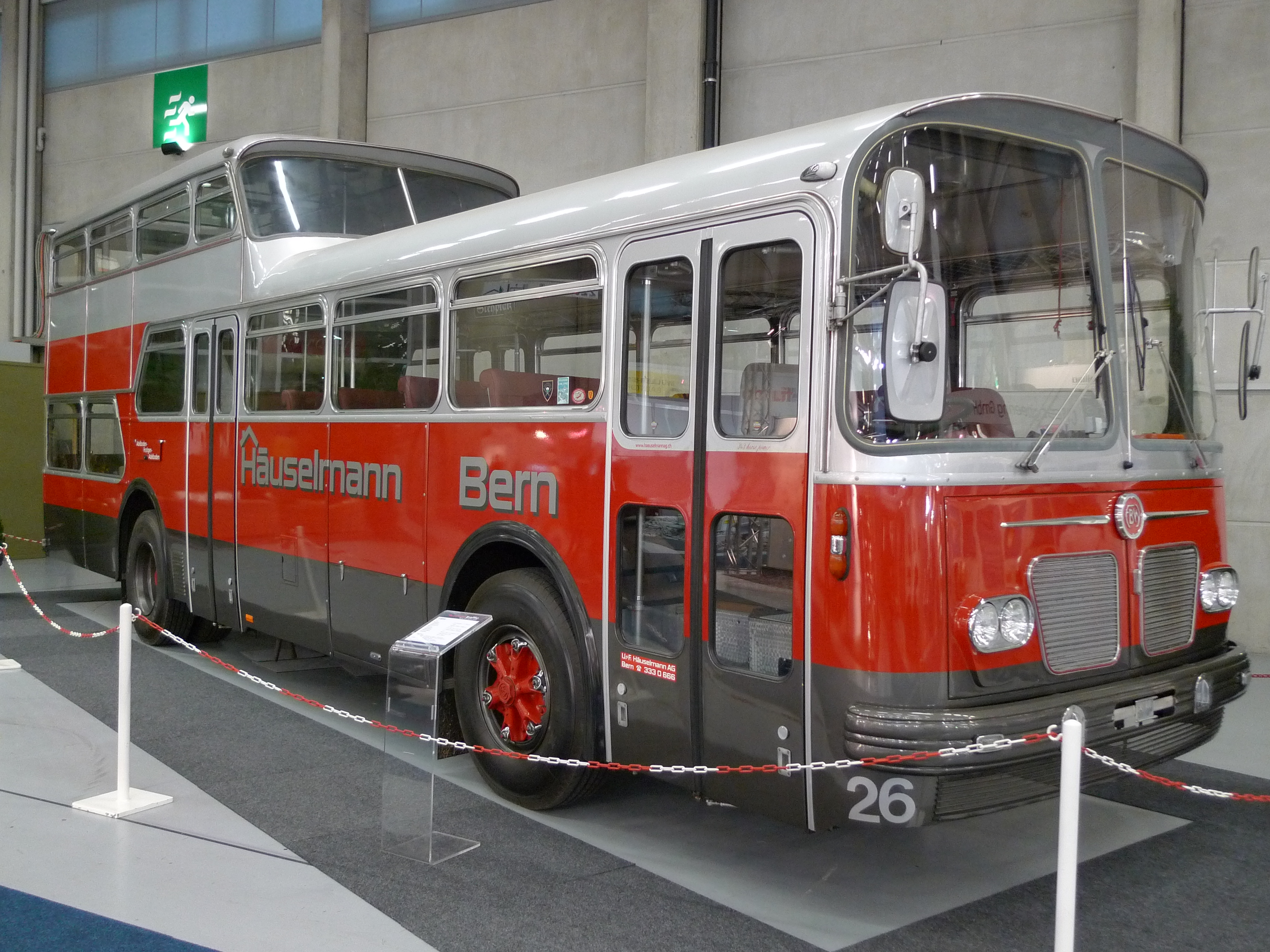
Anderthalbdecker der Firma Franz Brozincevic & Cie., Wetzikon mit Vetter-Aufbau, Baujahr 1966

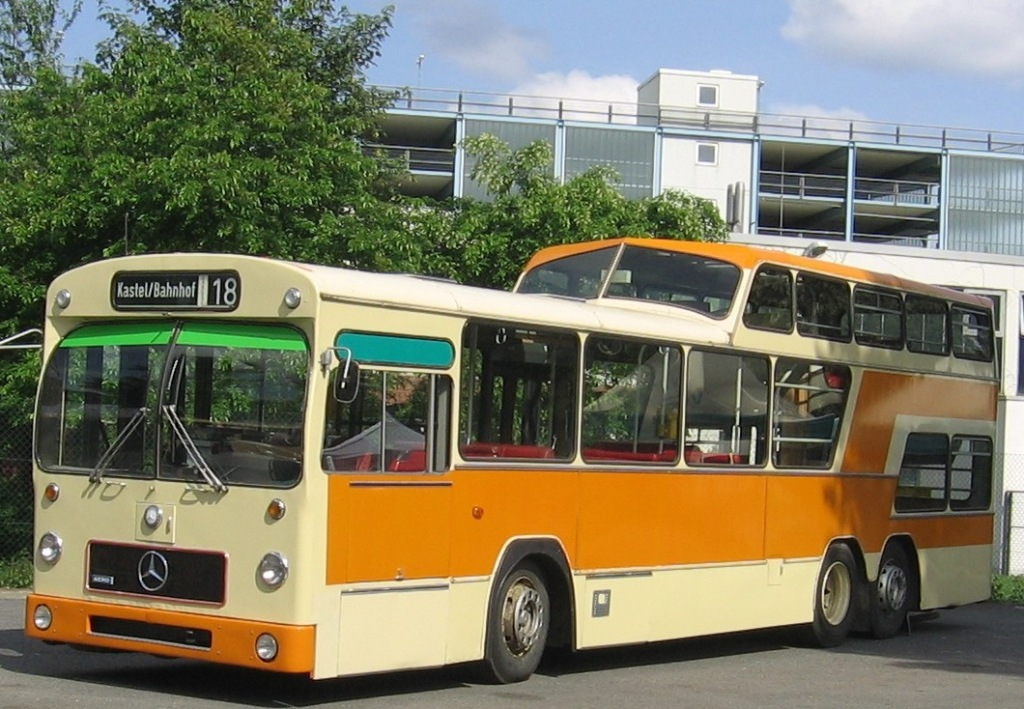
Später Anderthalbdecker auf Daimler-Benz-Fahrgestell mit VÖV-Standardbus-Front

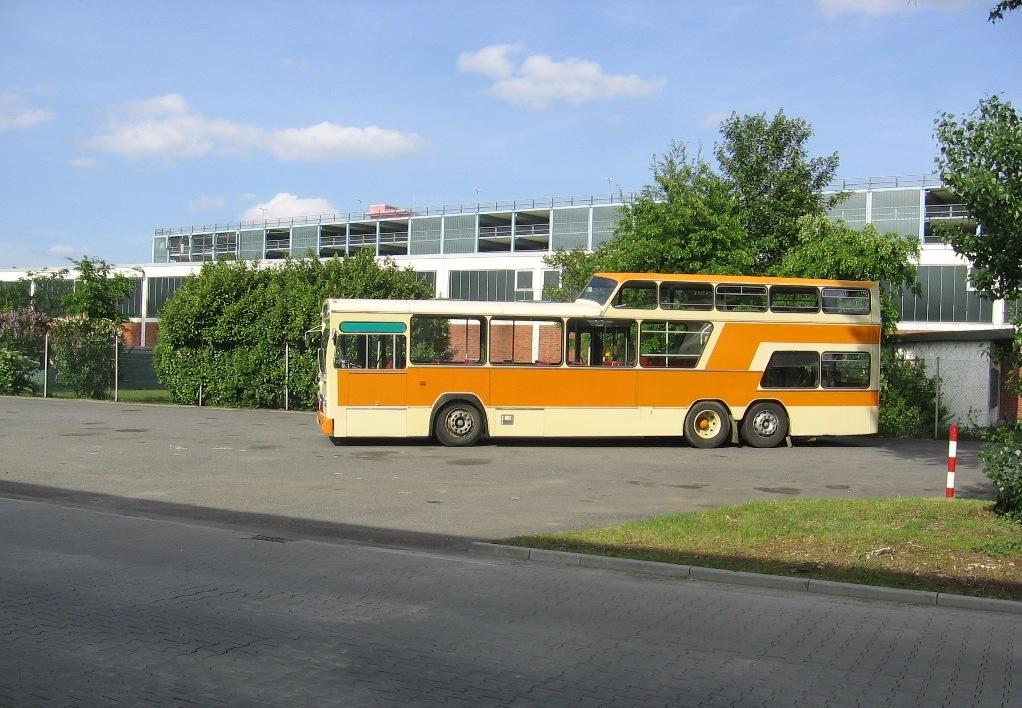
Einmannwagen im Seitenprofil

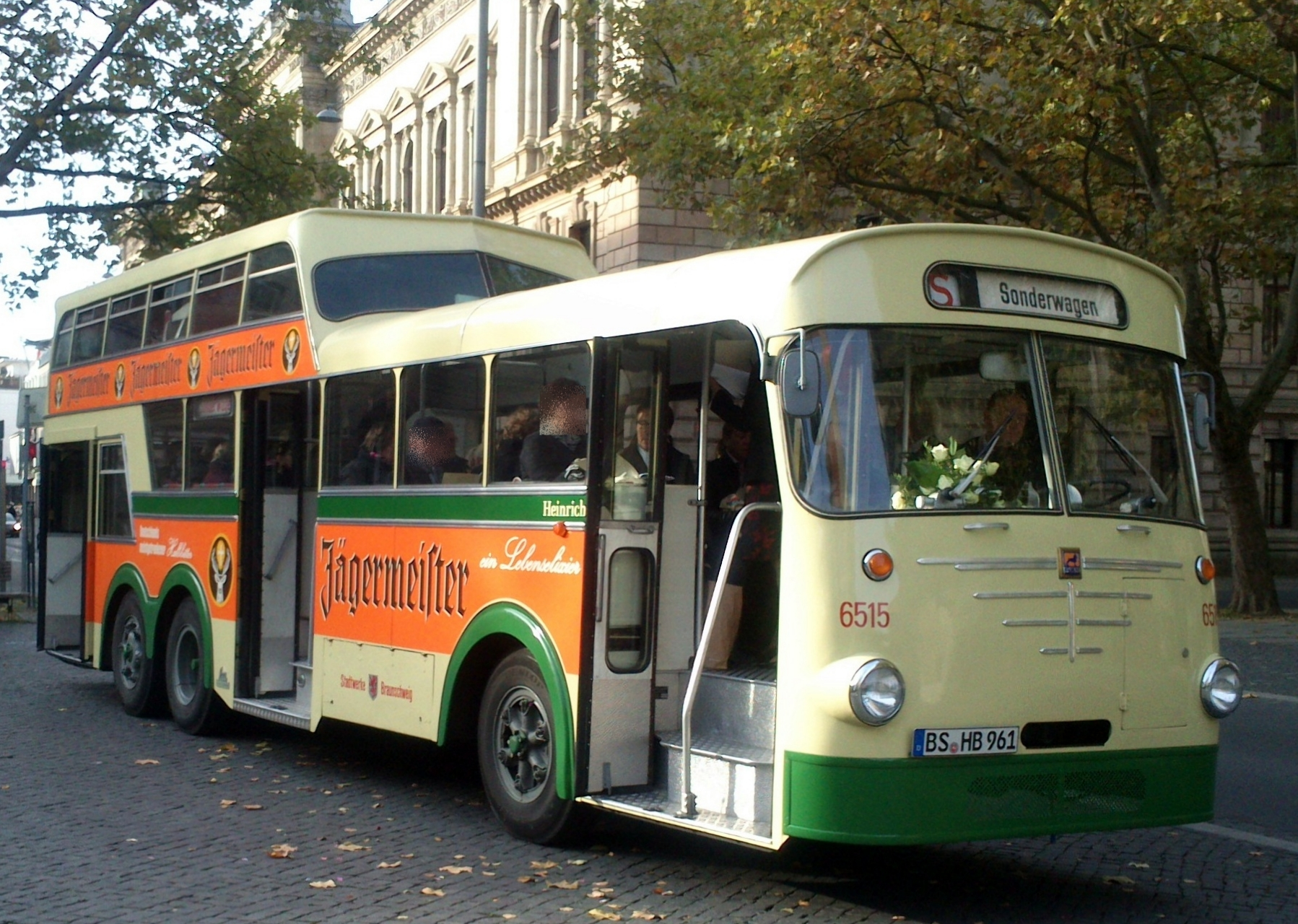
Büssing-Anderthalbdecker von 1965 aus Braunschweig in restauriertem Zustand, er gilt als ältester original erhaltener Anderthalbdecker Deutschlands, 2015

Ein Anderthalbdecker, auch Eineinhalbdecker genannt, ist ein Omnibus oder Oberleitungsbus, der in der hinteren Hälfte als Doppeldeckerbus ausgeführt ist.

## Geschichte
Die Form des Anderthalbdeckers wurde 1949 vom Essener Karosseriebauunternehmen Gebr. Ludewig entwickelt. Zunächst wurden Reisebusse nach diesem Prinzip hergestellt, 1955 entstand in Zusammenarbeit mit der Duisburger Verkehrsgesellschaft der erste Anderthalbdecker-Stadtlinienbus. Nach der Einstellung der Busfertigung bei der Gebr. Ludewig 1976, die bis dahin mehr als 800 Anderthalbdecker produzierte, setzte die Fellbacher Karosseriefabrik Vetter die Fertigung bis 1988 fort. Allerdings stellte Vetter zuvor bereits in den 1960er Jahren mit Genehmigung von Ludewig einzelne Anderthalbdecker her. Ursächlich hierfür war eine zeitweilige Überlastung des Ludewig-Werkes, ansonsten besaß ausschließlich Ludewig selbst das entsprechende Patent für diesen Wagentyp.
Ein Einzelstück wurde nochmals 1995 auf der Grundlage alter Pläne für das baden-württembergische Omnibusunternehmen Anton Schuster aus Durlangen produziert. Dieser Wagen mit der Front eines Mercedes-Benz O 408 befand sich noch bis in die 2010er Jahre hinein im Linienverkehr rund um Schwäbisch Gmünd im Einsatz.
Der Aufbau erfolgte vorwiegend auf Fahrgestellen von Büssing (später MAN) und Daimler-Benz, frühe Exemplare entstanden auf Fahrgestellen von Krupp, Faun und Henschel. Aus statischen Gründen wurden Fahrgestelle mit hinterer Nachlaufachse verwendet.
Ein Vorteil gegenüber einem echten Doppeldeckerbus war die niedrigere Gesamthöhe, so konnten mehr Unterführungen passiert werden. Die Bauart ermöglichte hinten eine abgesenkte Einstiegsplattform mit doppeltbreiter Einstiegstür (Niederflureinstieg) und festem Schaffnerplatz rechts daneben. Nach schnellem Einstieg auf die große Stehplattform und Fahrgastabfertigung durch den Schaffner während der Fahrt waren kurze Fahrgastwechselzeiten möglich. Die Fahrgäste konnten sich anschließend im Wagen verteilen, zum Ausstieg standen eine meist doppeltbreite Mitteltür und eine, bei den ersten Wagen, einfachbreite Vordertür neben dem Fahrer zur Verfügung.
Für den in den 1960er Jahren eingeführten schaffnerlosen Einmannbetrieb wurde der Fahrgastfluss umgedreht. Zum Einbau einer doppeltbreiten Tür für Zweispur-Einstieg wurde der vordere Überhang verlängert. Der abgesenkte Heckperron bot nun nicht mehr den Vorteil des niedrigen Einstiegs – auf ihm wurden weitere Sitzplätze eingebaut – stattdessen mussten beim Einstieg vorn jetzt wegen des hohen Fußbodens über dem Unterflurmotor drei Stufen überwunden werden.
Nach Einführung des VÖV-Standard-Linienbusses wurden für den Anderthalbdeckerbus vereinheitlichte Bauteile (Windschutzscheibe, Fenster, Türen, zentrales Elektrofach, Fahrerarbeitsplatz) verwendet, um in den Betrieben die Vorteile der Standardisierung zu nutzen.
Anderthalbdecker waren besonders im Linienverkehr vom Ende der 1950er Jahre bis in die 1970er Jahre hinein verbreitet. Sie hatten beim damals üblichen Einsatz mit Schaffner den Vorteil einer großen Kapazität auf relativ geringer Verkehrsfläche. Insbesondere nach dem 1960 in Kraft getretenen Verbot der Personenbeförderung in Busanhängern gewann der Anderthalbdecker an Bedeutung. Ab den späten 1960er Jahren wurden die Anderthalbdecker zunehmend von Gelenkbussen abgelöst. Diese boten bei gleicher Anzahl von Sitzplätzen mehr Stehplätze und waren bedingt durch größere Bauserien zudem günstiger in der Anschaffung. Die meisten Ende der 1970er und in den 1980er Jahren noch vorhandenen Anderthalbdecker fuhren zuletzt im Schülerverkehr. Heute sind nur noch einzelne Fahrzeuge dieser Bauart erhalten geblieben.

## Oberleitungsbusse

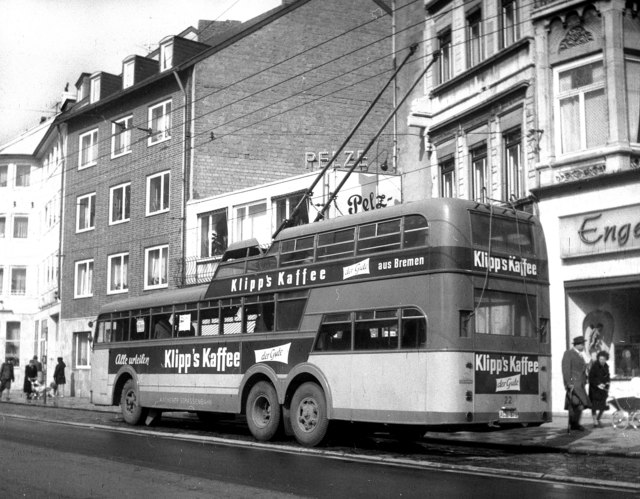
Anderthalbdecker-Obus auf Henschel-Fahrgestell in Aachen, 1962

Eine Sonderform des Anderthalbdeckers waren die 29 Oberleitungsbusse der Hersteller Ludewig (25 Stück) und Vetter (vier Stück), sie wurden ab 1956 für vier deutsche Städte produziert:
- 18 Wagen für den Oberleitungsbus Osnabrück (Nummern 201–204, 209, 212–215, 227–235)
- sieben Wagen für Oberleitungsbus Hildesheim (Nummern 12, 15, 17–19, 24, 25)
- drei Wagen für Oberleitungsbus Wuppertal (Nummern 309, 311, 312)
- ein Wagen für den Oberleitungsbus Aachen (Nummer 22)

Der Aachener Wagen blieb als einziger museal erhalten, er befindet sich seit 1972 im englischen Trolleybus-Museum Sandtoft.

## Reisebusse

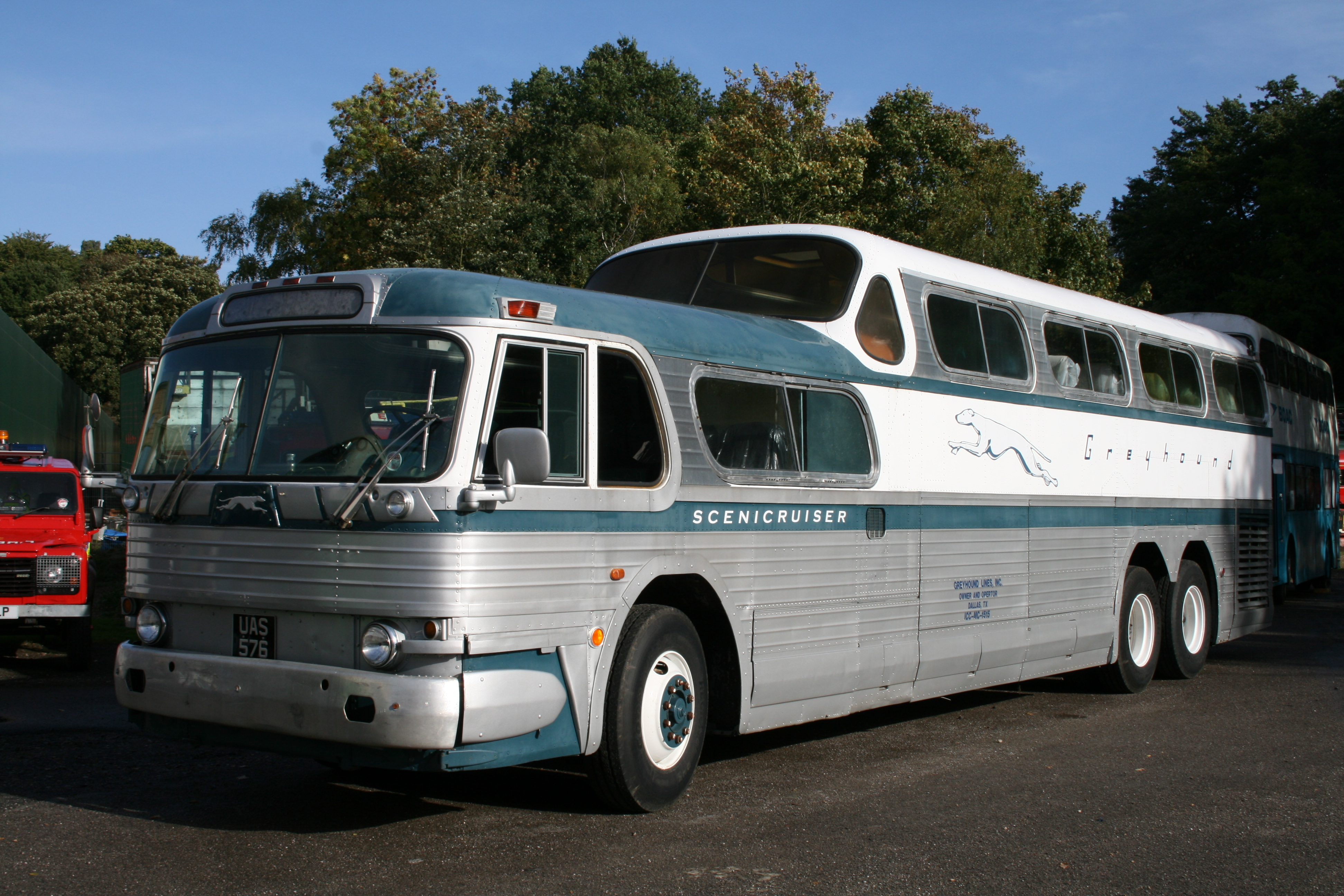
Ein GM Scenicruiser mit Baujahr 1954

Im Reisebus-Bereich existierten Konzepte, die speziell von außen Ähnlichkeiten mit den Anderthalbdeckerbussen aufwiesen. Sie waren aber partiell als Hochdecker statt als Doppeldecker ausgeführt und wiesen deshalb statt einem Untergeschoss einen Unterflurgepäckraum auf. Entsprechend stellen diese Stufenhochdecker, die im deutschen Sprachraum nur wenig verbreitet waren, keine echten Anderthalbdecker dar.
In Spanien entwickelte der Hersteller Pegaso ab 1949 mit dem Z-403 Monocasco ein derartiges Fahrzeug, das durch den Höhenversatz den Passagieren im hinteren Teil einen besseren Ausblick bieten sollte.
In den USA lieferte General Motors zwischen 1954 und 1956 rund 1.000 Fahrzeuge des Typs PD-4501 Scenicruiser mit zwei unterschiedlichen Etagenhöhen an Greyhound. In den zwischen 1966 und 1980 von GM gebauten Baureihen, den sogenannten Buffalo-Bussen, wurde der Versatz deutlich nach vorne verschoben und befand sich direkt hinter dem Fahrerarbeitsplatz, damit waren sie optisch bereits näher bei modernen Hochdeckern als bei Anderthalbdeckern.
Der deutsche Hersteller Kässbohrer stellte mit dem Setra S 150 P 1967 ebenfalls einen derartigen Reisebus vor. Das P in der Typenbezeichnung steht dabei für Panorama und weist auf die Bauform als Stufenhochdecker hin. Es wurden lediglich zwei Fahrzeuge dieses Typs hergestellt, die an Abnehmer in der Schweiz und in Österreich geliefert wurden.